# Ducula rubricera
La dúcula cerarroja, dúcula de cere rojo o dúcula cerirrubra (Ducula rubricera) es una especie de ave columbiforme de la familia Columbidae propia de la Melanesia.

## Distribución y hábitat
La dúcula cerarroja se extiende por los archipiélagos Bismarck y de las islas Salomón. Su hábitat natural son los bosques tropicales de tierras bajas.